# NGC 3427
NGC 3427 је лентикуларна галаксија у сазвежђу Лав која се налази на NGC листи објеката дубоког неба.
Деклинација објекта је + 8° 17' 54" а ректасцензија 10h 51m 26,2s. Привидна величина (магнитуда) објекта NGC 3427 износи 13,2 а фотографска магнитуда 14,1. NGC 3427 је још познат и под ознакама UGC 5966, MCG 2-28-20, CGCG 66-43, Todd 4, PGC 32559.